# Jeppe Tranholm-Mikkelsen
Jeppe Tranholm-Mikkelsen (ur. 30 października 1962 w Adenie) – duński dyplomata, ambasador w Chinach i przy Unii Europejskiej, sekretarz generalny Rady Unii Europejskiej w latach 2015–2022.

## Życiorys
Kształcił się w Aalborg Katedralskole. W 1990 uzyskał magisterium ze stosunków międzynarodowych w London School of Economics, a w 1992 ukończył nauki polityczne na Uniwersytecie w Aarhus.
Zawodowo związany z duńską dyplomacją. W 1992 został kierownikiem działu w Ministerstwie Spraw Zagranicznych. W 1995 przeszedł do stałego przedstawicielstwa Danii przy Unii Europejskiej jako sekretarz ambasady. Po powrocie do kraju w 1998 objął stanowisko doradcy w urzędzie premiera, a w 2001 został dyrektorem departamentu w MSZ. W tym samym roku powołany na szefa doradców premiera do spraw europejskich. Od 1993 w randze ambasadora był zastępcą stałego przedstawiciela Danii przy UE. W 2007 został ambasadorem w Chińskiej Republice Ludowej, a w 2010 stałym przedstawicielem Danii przy Unii Europejskiej.
W 2015 i 2020 powoływany na sekretarza generalnego Rady Unii Europejskiej na kolejne kadencje. Zrezygnował w trakcie drugiej z nich w 2022 w związku z przejściem na funkcję stałego sekretarza stanu w duńskim resorcie spraw zagranicznych.

## Odznaczenia
- Krzyż Wielkiego Oficera Orderu Gwiazdy Rumunii (Rumunia, 2020)[4]